# Либохувка
Ли́бохувка (чеш. Libochůvka) или Либоховка (чеш. Libochovka) — река в Чехии, правый приток нижней Лоучки (Бобрувки), протекает по территории Высочины и Южноморавского края.
Общая протяжённость реки составляет 35,9 км, площадь водосборного бассейна — 146,5 км². Средний расход воды в низовье около населённого пункта Куржимске-Естршаби с 1931 по 1960 года — 0,56 м³/с
Начинается на высоте 562 м над уровнем моря около населённого пункта Добра-Вода. Генеральным направлением течения в верхней половине является восток, в нижней — юго-восток, около устья поворачивает на северо-восток. Впадает в Лоучку на высоте 285 м над уровнем моря в населённом пункте Долни-Лоучки.